# Ladislav Kačáni
Ladislav Kačáni (ur. 1 kwietnia 1931 w Łuczeńcu, zm. 5 lutego 2018) – słowacki piłkarz grający na pozycji napastnika. W swojej karierze rozegrał 20 meczów i strzelił 3 gole w reprezentacji Czechosłowacji.

## Kariera klubowa
Całą swoją karierę piłkarską Kačáni spędził w klubie Cervena Hviezda Bratysława. Zadebiutował w nim w 1953 roku i grał w nim do 1965 roku. W sezonie 1958/1959 wywalczył z Cerveną Hviezdą jedyne w historii klubu mistrzostwo Czechosłowacji. Natomiast w sezonie 1960/1961 został wicemistrzem kraju.

## Kariera reprezentacyjna
W reprezentacji Czechosłowacji Kačáni zadebiutował 26 kwietnia 1953 w wygranym 2:0 meczu Pucharu Dr. Gerö z Włochami, rozegranym w Pradze. W 1954 roku został powołany do kadry na mistrzostwa świata w Szwajcarii. Na tym turnieju zagrał w dwóch meczach: z Urugwajem (0:2) i z Austrią (0:5). Od 1953 do 1962 roku rozegrał w kadrze narodowej 20 spotkań i zdobył w nich 3 bramki.

## Kariera trenerska
Po zakończeniu kariery piłkarskiej Kačáni został trenerem. Prowadził Inter Bratysława i Lokomotívę Koszyce, a także był selekcjonerem reprezentacji Czechosłowacji w latach 1971–1972.